# イーグルス・グレイテスト・ヒッツ 1971-1975
『イーグルス・グレイテスト・ヒッツ 1971-1975』（Their Greatest Hits 1971-1975）は、1976年に発表されたイーグルスのベスト・アルバム。全米1位・全英2位を記録した。
デビューからの彼らの軌跡をまとめた最初のベスト盤で、アメリカ合衆国だけで2018年現在までに3800万枚以上を売り上げ、全世界では5100万枚以上となっている。全米歴代1位のセールスを記録、アメリカレコード協会（RIAA）に米国で1番売れたアルバムとして認定されている（2位はマイケル・ジャクソンの『スリラー』）。
当時、イーグルスは、デビュー・アルバムから毎年1枚のペースでアルバムを発表していたが、1975年6月にリリースされた『呪われた夜』の次の作品が出来上がる気配が一向にバンドからあがってこなかった。これに頭を抱えたレコード会社はベストアルバムのリリースを画策した。しかし、この「時間つなぎ」的なベストアルバムは、爆発的な売り上げを記録したのである。
1972年のデビュー曲「テイク・イット・イージー」から1975年発表のアルバム『呪われた夜』までの楽曲が収録されている。いわゆる初期ベストなので、当時はかなり需要のあったアイテムだったが、現在はオールタイム・ベストなども幾つか発売されている。それでも90年代以降も確実に売上を伸ばしており、アメリカにおけるイーグルスの存在感を示している。

## 収録曲

### Side 1
1. テイク・イット・イージー - "Take It Easy"
2. 魔女のささやき - "Witchy Woman"
3. いつわりの瞳 - "Lyin' Eyes"
4. 過ぎた事 - "Already Gone"
5. ならず者 - "Desperado"

### Side 2
1. 呪われた夜 - "One of These Nights"
2. テキーラ・サンライズ - "Tequila Sunrise"
3. テイク・イット・トゥ・ザ・リミット - "Take It to the Limit"
4. ピースフル・イージー・フィーリング - "Peaceful Easy Feeling"
5. 我が愛の至上 - "Best of My Love"

## 関連記事
- 史上最も売れたアルバム一覧（List of best-selling albums）英字版wiki